# Gemeinsam für Wien
Gemeinsam für Wien (GfW) ist eine der Union Internationaler Demokraten (bis 20. Mai 2018 Union Europäisch-Türkischer Demokraten) sowie der türkischen Partei AKP nahestehende Partei in Wien.

## Geschichte
Gemeinsam für Wien wurde 2015 von dem Simmeringer Arzt Turgay Taşkıran gegründet, mit dem Ziel, bei den Gemeinderatswahlen in Wien 2015 zu kandidieren. Die erforderlichen Unterstützungserklärungen konnten gesammelt werden und die Partei stand in ganz Wien auf dem Stimmzettel. Bei diesem Versuch erreichte die Partei 7.608 Stimmen, was 0,91 % der abgegebenen Stimmen entspricht. Somit scheiterte sie klar an der Sperrklausel von 5 %.
Für die gleichzeitig abgehaltene Bezirksvertretungswahl in Wien 2015 konnte Gemeinsam für Wien aufgrund fehlender Unterstützungserklärungen nicht in allen Gemeindebezirken kandidieren. In den Bezirken Innere Stadt, Wieden, Mariahilf und Josefstadt konnte die Partei folglich nicht auf dem Stimmzettel stehen. Sie konnte jedoch in die Bezirksvertretungen von Favoriten, Simmering und der Brigittenau mit je einem Mandat einziehen.
Auf einer Mitgliederversammlung im Juni 2019 benannte sich die GfW in Soziales Österreich der Zukunft um und fusionierte mit der Liste Neue Bewegung für die Zukunft. Die neue Partei tritt bei den Gemeinderatswahlen in Wien 2020 an.

## Programm
Das Parteiprogramm beinhaltete unter anderem:
- Wahlrecht auf Landes- und Bezirksebene auch für EU-Bürger und Drittstaatsangehörige
- Türkisch als Maturafach
- Einführung eines Mindestlohns von 1500 €
- Kostenlose Benutzung des ÖPNVs